# 尼扎马巴德
尼扎马巴德，是印度特伦甘纳邦尼扎马巴德县的一个城镇。总人口286956（2001年）。

## 人口
该地2001年总人口286956人，其中男性145457人，女性141499人；0—6岁人口37736人，其中男19073人，女18663人；识字率63.56%，其中男性为71.48%，女性为55.41%。